# Spilomicrus noctiger
Spilomicrus noctiger is een vliesvleugelig insect uit de familie van de Diapriidae. De wetenschappelijke naam van de soort is voor het eerst geldig gepubliceerd in 1977 door Szabó.